# Kościół Niepokalanego Poczęcia Najświętszej Maryi Panny w Krakowie (ul. Chełmońskiego)
Kościół Niepokalanego Poczęcia Najświętszej Maryi Panny – kościół rzymskokatolicki znajdujący się w Krakowie, w dzielnicy IV Prądnik Biały przy ul. J. Chełmońskiego 41, na osiedlu Azory. Posługę pełnią ojcowie zakonni zgromadzenia franciszkanów.

## Historia
Kamień węgielny pod budowę kościoła wkopał abp krakowski kard. Karol Wojtyła 4 maja 1974 r. Materiał pochodził z groty Zwiastowania w Nazarecie i został poświęcony 16 kwietnia 1973 r. przez papieża Pawła VI. Kościół wzniesiono w latach 1974–1975 w stylu postmodernistycznym według projektu architektów Przemysława Gawora, Małgorzaty Grabackiej i Jana Grabackiego. 15 grudnia 1975 r. oddano do użytku świątynię w stanie surowym. 8 grudnia 1979 r. abp krakowski kard. Franciszek Macharski dokonał konsekracji kościoła.

## Opis
Pomimo że kościół jest budowlą murowaną, ściany od strony wewnętrznej wyłożono boazerią, mająca imitować drewnianą świątynię. Charakterystyczną cechą kościoła na Azorach są ikony w stylu prawosławnym wykonane przez krakowskiego artystę Jerzego Nowosielskiego. Ikona „Mandylion”, znajdująca się w centralnym miejscu ołtarza, bardzo przypomina dzieło z krakowskiej Cerkwi Zaśnięcia Najświętszej Maryi Panny przy ul. Szpitalnej.

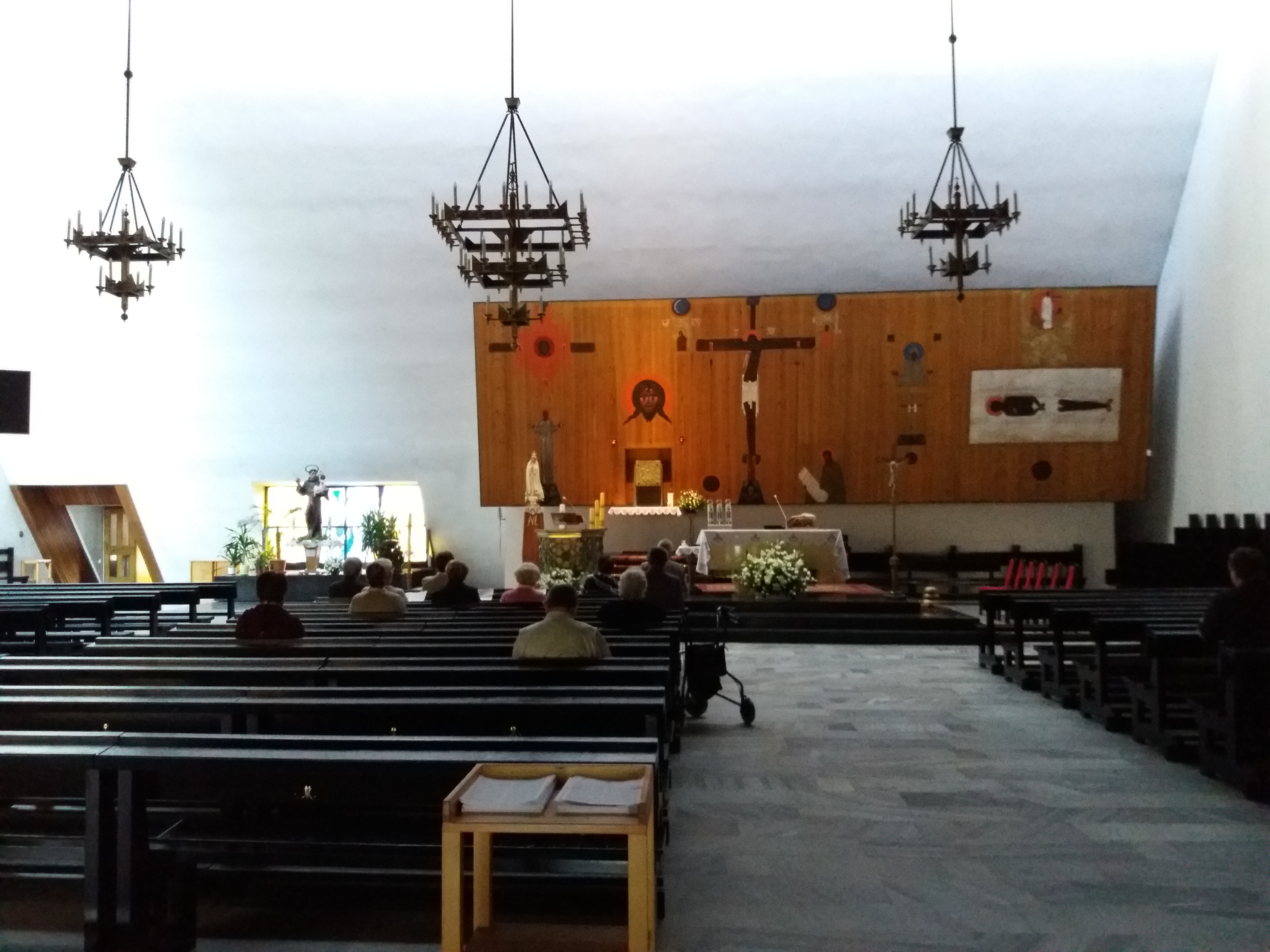
Wnętrze kościoła. Widoczna boazeria z ikonami Jerzego Nowosielskiego